# Diocesi di Saltillo
La diocesi di Saltillo (in latino: Dioecesis Saltillensis) è una sede della Chiesa cattolica in Messico suffraganea dell'arcidiocesi di Monterrey. Nel 2022 contava 1.171.703 battezzati su 1.507.983 abitanti. È retta dal vescovo Hilario González García.

## Territorio
La diocesi comprende 18 comuni nella parte centro-meridionale dello stato messicano di Coahuila: Sierra Mojada, Ocampo (in parte), San Buenaventura, General Escobedo, Candela, Abasolo, Monclova, Frontera, Nadadores, Lamadrid, Sacramento, Cuatrociénegas, Castaños, Parras, General Cepeda, Ramos Arizpe, Saltillo, Arteaga.
Sede vescovile è la città di Saltillo, dove si trova la cattedrale di San Giacomo.
Il territorio si estende su una superficie di 15.884 km² ed è suddiviso in 66 parrocchie, raggruppate in 7 vicariati.

## Storia
La diocesi è stata eretta il 23 giugno 1891 con la bolla Illud in primis di papa Leone XIII, ricavandone il territorio dalla diocesi di Linares o Nuevo León, che fu contestualmente elevata al rango di arcidiocesi e oggi ha il nome di arcidiocesi di Monterrey, e dalla diocesi di Durango, anch'essa elevata ad arcidiocesi.
Il 19 giugno 1957 e l'8 gennaio 2003 ha ceduto porzioni del suo territorio a vantaggio dell'erezione rispettivamente delle diocesi di Torreón e di Piedras Negras.

## Cronotassi dei vescovi
Si omettono i periodi di sede vacante non superiori ai 2 anni o non storicamente accertati.
- Santiago de los Santos Garza Zambrano † (19 gennaio 1893 - 12 febbraio 1898 nominato vescovo di León)
- José María de Jesús Portugal y Serratos, O.F.M. † (28 novembre 1898 - 30 maggio 1902 nominato vescovo di Aguascalientes)
  - Sede vacante (1902-1904)
- Jesús María Echavarría y Aguirre † (16 dicembre 1904 - 5 aprile 1954 deceduto)
- Luis Guízar y Barragán † (5 aprile 1954 succeduto - 4 ottobre 1975 ritirato)
- Francisco Raúl Villalobos Padilla † (4 ottobre 1975 - 30 dicembre 1999 ritirato)
- José Raúl Vera López, O.P. (30 dicembre 1999 - 21 novembre 2020 ritirato)
- Hilario González García, dal 21 novembre 2020

## Statistiche
La diocesi nel 2022 su una popolazione di 1.507.983 persone contava 1.171.703 battezzati, corrispondenti al 77,7% del totale.
| anno | popolazione | popolazione | popolazione | presbiteri | presbiteri | presbiteri | presbiteri                | diaconi | religiosi | religiosi | parrocchie |
| anno | battezzati  | totale      | %           | numero     | secolari   | regolari   | battezzati per presbitero | diaconi | uomini    | donne     | parrocchie |
| ---- | ----------- | ----------- | ----------- | ---------- | ---------- | ---------- | ------------------------- | ------- | --------- | --------- | ---------- |
| 1948 | 430.000     | 435.000     | 98,9        | 48         | 27         | 21         | 8.958                     |         | 26        | 148       | 30         |
| 1966 | 536.000     | 560.000     | 95,7        | 97         | 71         | 26         | 5.525                     |         | 41        | 220       | 35         |
| 1970 | 711.000     | 748.394     | 95,0        | 95         | 66         | 29         | 7.484                     |         | 44        | 288       | 37         |
| 1976 | 760.000     | 844.199     | 90,0        | 103        | 69         | 34         | 7.378                     |         | 54        | 281       | 47         |
| 1980 | 975.000     | 1.075.000   | 90,7        | 107        | 73         | 34         | 9.112                     |         | 58        | 294       | 50         |
| 1990 | 1.100.000   | 1.250.000   | 88,0        | 123        | 92         | 31         | 8.943                     | 1       | 61        | 350       | 56         |
| 1999 | 1.436.800   | 1.632.725   | 88,0        | 171        | 139        | 32         | 8.402                     | 2       | 55        | 419       | 68         |
| 2000 | 1.480.000   | 1.682.000   | 88,0        | 169        | 132        | 37         | 8.757                     |         | 64        | 343       | 71         |
| 2001 | 1.322.815   | 1.521.046   | 87,0        | 181        | 143        | 38         | 7.308                     |         | 53        | 365       | 71         |
| 2002 | 1.347.343   | 1.566.677   | 86,0        | 185        | 148        | 37         | 7.282                     |         | 64        | 338       | 77         |
| 2003 | 925.000     | 1.064.637   | 86,9        | 150        | 117        | 33         | 6.166                     | 1       | 54        | 317       | 53         |
| 2004 | 524.987     | 546.576     | 96,1        | 141        | 107        | 34         | 3.723                     | 1       | 61        | 311       | 27         |
| 2010 | 1.173.150   | 1.304.000   | 90,0        | 169        | 121        | 48         | 6.941                     | 1       | 75        | 265       | 60         |
| 2014 | 1.201.886   | 1.365.780   | 88,0        | 189        | 133        | 56         | 6.359                     | 1       | 75        | 322       | 63         |
| 2017 | 1.332.041   | 1.480.041   | 90,0        | 196        | 138        | 58         | 6.796                     | 1       | 81        | 298       | 66         |
| 2020 | 1.358.600   | 1.437.122   | 94,5        | 193        | 150        | 43         | 7.039                     | 1       | 64        | 261       | 65         |
| 2022 | 1.171.703   | 1.507.983   | 77,7        | 186        | 146        | 40         | 6.299                     | 20      | 55        | 253       | 66         |